# Onze-Lieve-Vrouw van Troost
Onze-Lieve-Vrouw van Troost of Troosteres der Bedroefden (Latijn: Consolatrix afflictorum) is een titel van Maria. Hij komt voor in de Litanie van Loreto. Bekende plaatsen waar de Troosteres der Bedroefden wordt vereerd zijn het Santuario della Consolata in Turijn en de Mariabasiliek van Kevelaer.

## Kerken en kapellen
- Zie Onze-Lieve-Vrouw van Troostkerk
- Zie Onze-Lieve-Vrouw-van-Troostkapel